# Isabela Jagellonská

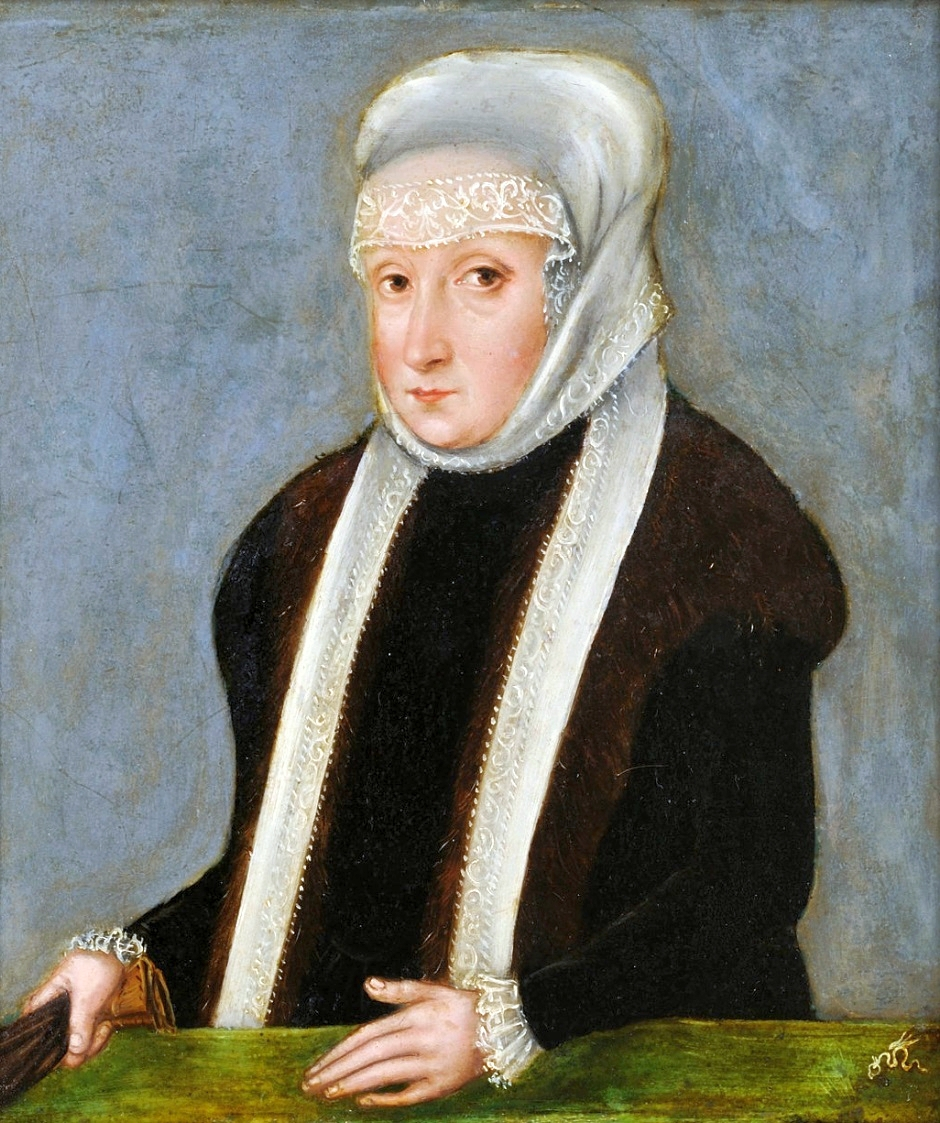
Isabela Jagellonská.

Isabela Jagellonská (18. leden 1519, Krakov – 15. září 1559, Alba Iulia) byla rodem polská princezna, manželka uherského vzdorokrále Jana Zápolského.

## Biografie

### Původ, mládí

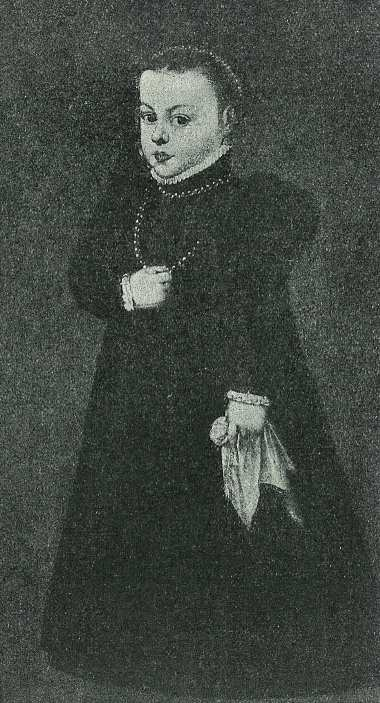
Isabela Jagellonská jako dítě

Isabela se narodila jako nejstarší ze šesti dětí polského krále Zikmunda I. Starého a jeho druhé manželky Bony Sforza, vévodkyně z Milána a Bari. Dětství strávila s rodiči a bratrem v Krakově a v Litvě. Její matka, původem Italka, ji naučila italštině a vychovala ji v duchu renesance; jako matčině oblíbenkyni se Isabele dostalo všestranného vzdělání společně s bratrem Zikmundem Augustem. Ovládala čtyři jazyky: polštinu, italštinu, latinu a němčinu.

## Manželské projekty
Manželství Isabely bylo – na rozdíl od jejích mladších sester (Žofie, Anna a Kateřina) – pro polskou královnu záležitostí nejvyššího významu. První projekty stran Isabelina sňatku byly ve spojitosti s plánovaným svazem polsko-francouzským, který měl být uzavřen proti Habsburkům. Francouzské poselstvo sondovalo v roce 1523 možnost budoucího sňatku Isabely a prince Jindřicha, mladšího bratra francouzského krále Františka I. Obě děti měly v té době sotva čtyři roky a manželství by mělo čistě politický charakter: Jindřich dostal od otce titul milánského vévody a František vyhlásil nároky na toto panství. Isabela zase byla po matce nejstarší vnučkou právoplatného milánského vévody (Bona Sforza byla dcerou Giana Galeazza Sforzy, jehož neoprávněně vlády zbavil jeho strýc Ludovico Sforza) a jako taková by posílila francouzská práva a nároky k tomuto titulu. Na jaře roku 1524 podepsaná manželská smlouva mezi Jagellonci a Valoisy nedošla naplnění v důsledku změny politických poměrů po velké porážce Francouzů v bitvě u Pavie 25. února roku 1525. Podobně nedošlo k realizaci námluv, jež plánovala babička a jmenovkyně princezny Isabela Aragonská, která chtěla provdat vnučku za jednoho z bratranců svého zemřelého manžela, Františka II. Maria Sforzu. Ten byl roku 1521 Habsburky dosazen na trůn milánského vévodství, nejistá situace slabého vévody však Zikmunda Starého od tohoto sňatku odrazovala. Sama Bona Sforza zase pro dceru mezi italskými knížaty navrhovala Federica II. Gonzagu, od roku 1530 mantovského vévodu, ten však – zřejmě pod vlivem habsburské diplomacie – učinil jiný výběr. Bona mohla – třebaže nenakloněná Habsburkům – vidět dobře sňatek dcery s některým z habsburských arcivévodů, což by bylo pro Isabelu i celou její rodinu velmi prestižní spojení, Habsburkové však neměli zájem o spojení tohoto typu a místo toho zahájili jednání o přípravě sňatku Jagellovny se Savojskými. Důvodem později projeveného zájmu Habsburků, císaře Karla V. a jeho bratra Ferdinanda o Isabelinu ruku bylo to, že mezi uchazeči o sňatek s polskou princeznou se objevil Jan Zápolský, uherský král, který s nimi válčil o uherský trůn.

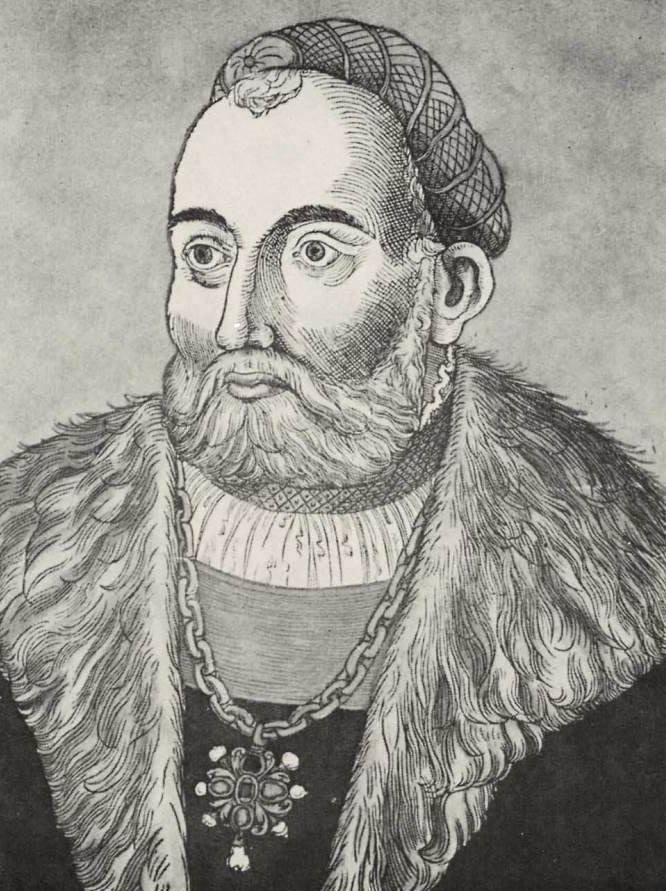
Jan Zápolský, Isabelin manžel a uherský král.

### Manželství s Janem Zápolským (1539–1540)
Jan Zápolský (2. února 1487 – 22. července 1540) byl nejstarší ze čtyř potomků uherského magnáta a palatina Štěpána Zápolského a jeho druhé manželky, těšínské princezny Hedviky, dcery těšínského knížete Přemysla II. O Isabelinu ruku začal usilovat již na počátku 30. let s tím cílem, aby tento sňatek zpečetil polsko-uherské spojenectví, ve které Zápolský doufal, válče proti Habsburkům. Již dříve, za panování Vladislava II. Jagellonského, provdal za Zikmunda Starého svou mladší sestru Barboru, a nyní hodlal znovu prostřednictvím sňatku vztahy mezi oběma zeměmi upevnit. Král Zikmund nebyl nakloněn tomuto manželství ze dvou důvodů: jednak nechtěl dceru provdat do země ohrožené válkou (Jan Zápolský dlouhodobě válčil – v podstatě již od své volby uherským králem po smrti Ludvíka Jagellonského v bitvě u Moháče – s Habsburky o vládu v Uhrách), jednak se nechtěl otevřeně postavit politice Habsburků. Úporné snahy krále Jana byla zakončeny úspěchem teprve po několika letech. Zikmund vyslovil se sňatkem souhlas pod podmínkou, že mezi Janem a Ferdinandem I. Habsburským dojde k uzavření míru. K tomu skutečně v roce 1538 došlo uzavřením mírové smlouvy ve Velkém Varadinu. Podle jejích ujednání Uhry byly rozděleny mezi Jana a Ferdinanda, který dostal západní část země. Jan Zápolský si zachoval doživotní titul uherského krále, ale jeho nástupcem měl být Ferdinand a jeho dědicové. Tím tedy eventuální Janovi potomci neměli mít práv k uherské koruně, místo toho se jim mělo dostat peněžního odstupného, knížecího titulu a majetků na Spiši.

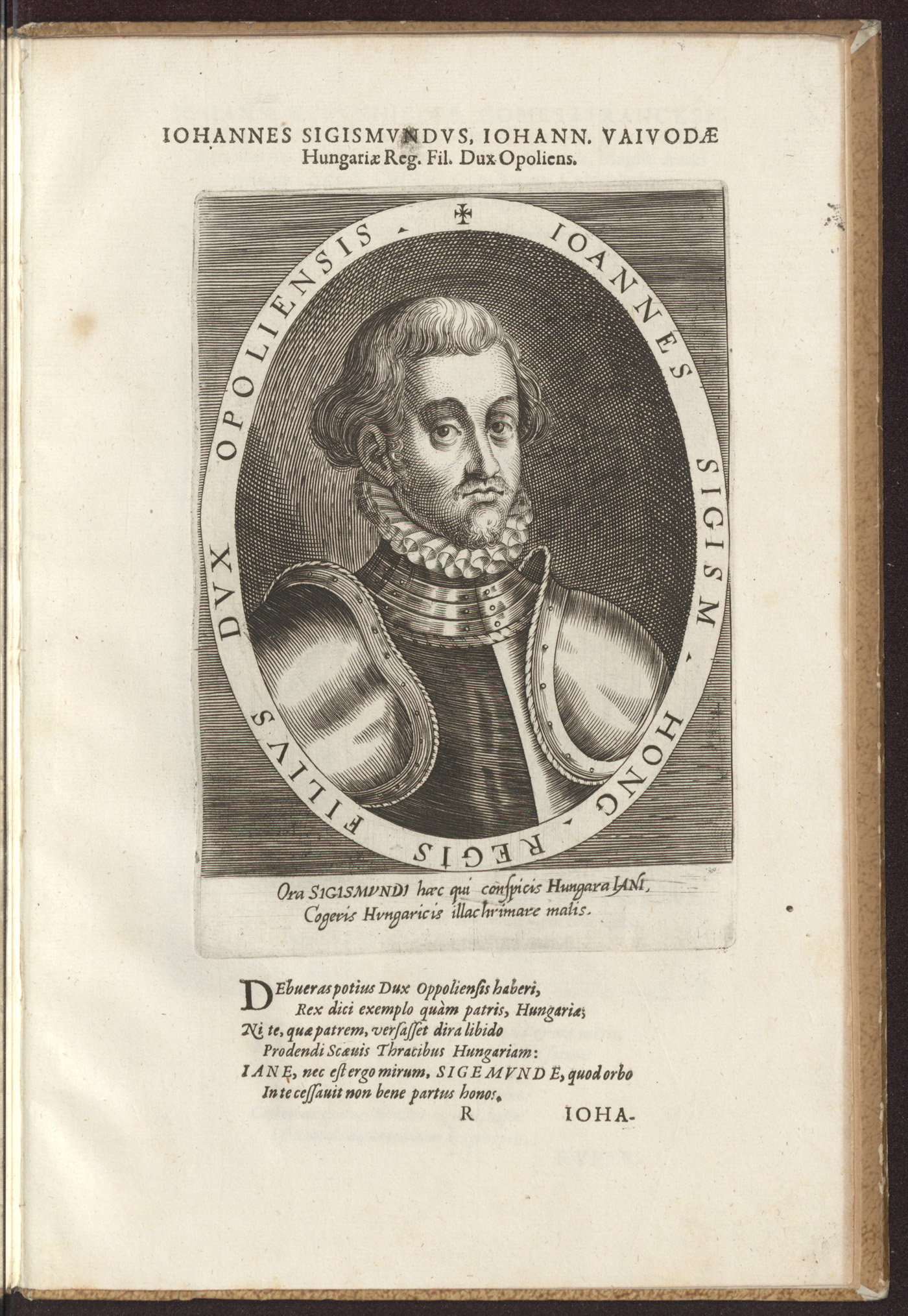
Isabelin syn Jan Zikmund Zápolský

Po překonání těchto překážek se 23. února roku 1539 Isabela za Jana Zápolského provdala. Její manžel byl o 32 let starší než ona (v době sňatku bylo Isabele dvacet let, zatímco jejímu ženichovi dvaapadesát), přece však několik měsíců po svatbě otěhotněla a 7. července roku 1540 porodila v Budě syna, který dostal jméno na počest otce i děda:
- Jan Zikmund Zápolský (7. července 1540 – 14. března 1571), uherský král v letech 1540–1570, sedmihradský kníže

Král v té době již několik měsíců pobýval v Sedmihradsku a byl v těžkém zdravotním stavu – v květnu ho stihla mozková mrtvice a byl na levou polovinu těla ochrnutý. Isabela vzhledem ke svému těhotenství nebyla o vážném stavu manželově informována. Zpráva o narození syna byla ovšem králi v rychlosti doručena; král nařídil konání oslav, jichž se osobně zúčastnil. To mu přivodilo zhoršení jeho stavu a záhy i smrt (22. července 1540).

### Královna vdova
Manželova smrt byla pro Isabelu těžkou ranou. Manželství trvalo sotva rok a půl a mladá královna ještě nedokázala získat v Uhrách žádnou pozici. Její syn měl jen dva týdny a podle ustanovení velkovaradinské smlouvy ani on, ani Isabela neměli žádného práva k uherské koruně. Dodržení ujednání smlouvy se však ukázalo obtížným i pro druhou stranu. Ferdinand Habsburský neměl ani prostředky, ani území, jimiž by dostál svým povinnostem plynoucím ze smlouvy (viz výše) vůči Isabele a jejímu synovi. Královna-vdova navíc nemohla jednoduše opustit Uhry, když byla postavena před fakt, že protihabsbursky naladěná uherská šlechta na národním shromáždění vybrala jako dalšího krále Jana II. Zikmunda. Tehdy Isabela zahájila válku o dědictví svého manžela, které chtěla předat svému synovi. Musela ovšem počítat s mocnými protivníky: arcivévodou Ferdinandem, tureckým sultánem Sulejmanem a v Uhrách s vlivným mnichem, biskupem Velkého Varadinu Jiřím Utiešenovićem, hlavním rádcem zemřelého krále.

### Ve stínu Utiešenoviče (1540–1551)
V letech 1540–1551 byla Isabela formální regentkou Uher ve jménu Jana Zikmunda, zvoleného, ale nekorunovaného krále Uher. Isabelina vláda byla v té době silně omezená, jak územně, tak fakticky. Za prvé západní část země kontroloval Ferdinand Habsburský – podle ujednání Vídeňského kongresu z roku 1515 i podle velkovaradinské smlouvy z roku 1538 právoplatný uherský král. Za druhé nároky na svrchovanost nad dědictvím Zápolských i celými Uhrami vznesl Sulejman Nádherný, který považoval zemřelého krále Jana Zápolského za svého leníka. Za třetí Isabelinu vládu omezoval i spoluregent království a nejtalentovanější Janův ministr, Jiří Utiešenović. Isabela měla v okamžiku svého ovdovění sotva 21 let a nevelké politické zkušenosti. Utiešenović se svým silným politickým zázemím odsunul Isabelu na druhé místo, když ji nutil uznat jeho vládu. Isabela se však nikdy nepoddala jeho diktátu

### Rozdělení a pád Uher
Prvním problémem, jenž vyvstal před Isabelou a Utiešenovičem, byla úprava vztahů s Ferdinandem. Ferdinandovo poselstvo vyslané do Budy Isabela ujistila o své dobré vůli a ochotě vyplnit ustanovení smlouvy z roku 1538. V tomtéž čase však poslala posly ke svému otci, jehož žádala o radu a podporu. Avšak Zikmund Starý, který se v politice řídil pro panovníky neobvyklým etickým kodexem, jí sdělil, že nemůže podpořit bezpráví, jakým bylo prohlášení Jana Zikmunda králem vzdor úmluvě s Habsburky. Na druhé straně Isabelin otec neučinil nic proti Ferdinandovi, který vůbec neměl v úmyslu splnit své závazky vůči mladé vdově a jejímu synovi. Politika polského dvora vůči Uhrám se stala předmětem kritiky na sejmu roku 1542. Soudí se, že neobvykle opatrný a pasivní postoj Zikmundův ve věci Zápolských byl částečně důsledkem jeho vysokého věku (v té době měl již 73 let). Král sice vyslal na dvůr Sulejmana Nádherného do Istanbulu polské poselstvo, které mělo vyjednat sultánovu přízeň pro malého Jana Zikmunda, ale na druhé straně krátce nato vyzval dceru k opuštění Uher. Isabela se však rozhodla Uhry neopouštět, nesouhlasil s tím ani Utiešenović. Vzdor nabádáním polského krále k míru krátce nato na Uhry udeřila habsburská armáda. V říjnu roku 1540 habsburské síly stanuly před Budou, situace Zápolských se stala neudržitelnou a Isabela se rozhodla vzdát se Ferdinandovi. Iniciativu však převzal Utiešenović, který královnu zavřel v domácím vězení, neumožnil jí kontakt s Habsburkem a pozval na pomoc osmanská vojska. Turci záhy přemohli Rakušany, pro Uhry to však nebyla výhra: turecká armáda obsadila hlavní město i s centrální částí země (srpen 1541). Královnin malý syn byl odvezen do tureckého ležení a tam předán samotnému sultánovi. Isabela se musela se synem vydat do Sedmihradska, který spolu s potiskou částí Uher a východní východním Slovenskem (tehdy Horní Uhry) mělo být od té doby lenním územím Osmanské říše.

### Pobyt v Sedmihradsku
Rozdělení Uher uskutečněné v roce 1541 se ukázalo být trvalým a hranice tehdy ustavené se s nevelkými změnami udržely dalších 150 let. Část Uher, ve které Isabela formálně vládla, se v budoucnosti stala Sedmihradským knížectvím. Za Isabelina života však byla i ona i její syn titulováni jako uherští panovníci. Turecké vítězství u Budy učinilo z Turků nejvýznamnější sílu v Uhrách. Politika královny i Utiešenoviće ovšem i nadále musela lavírovat mezi Habsburky a sultánem. V prvních letech pobytu v Sedmihradsku Isabela usilovala o dohodu s Ferdinandem a vyjadřovala vůli opustit v jejích očích nehostinnou a ubohou zemi, k nějaké konkrétní dohodě však nedošlo, mimo jiné proto, že jak Utiešenović, tak i její matka Bona Sforza ji od tohoto rozhodnutí odrazovali. Rovněž osobní list Roxolany, manželky Sulejmanovy, byl neobvyklým, ale vážným argumentem pro rozhodnutí zůstat v novém panství.

### Občanská válka (1549–1551)
Časem však rostoucí despotismus varadinského biskupa vyústil v otevřenou válku mezi Isabelou a jejím politickým protektorem. V tomto klání se Jagellovna snažila dosáhnout sultánovy pomoci, zvláště když Utiešenović stále otevřeněji podporoval nároky Ferdinanda Habsburského. Zvrat v biskupově politice byl důsledkem rostoucího tureckého tlaku na Uhry. Utiešenović hodlal předat Sedmihradsko Ferdinandovi, zbavit se královny a vládnout zemi samostatně jménem vzdáleného Habsburka (ujednání z Nyírbátoru, 1549). Isabela mu nezůstala nic dlužna: vysílala do Istanbulu další poselstva, jejichž úkolem bylo zdiskreditovat mnicha v Sulejmanových očích. Nakonec se sultán v reakci na zprávu o smlouvě s Ferdinandem rozhodl konat a přikázal příhraničním jednotkám intervenovat v Sedmihradsku ve prospěch královny. Než k tomu došlo, vypukla v září roku 1550 mezi Isabelou a biskupem Jiřím otevřená válka. Utiešenović měl v tomto klání navrch: oblehl královnu v Gyulafehérvár, přinutil ji ke smíru (13. října 1550) a následně porazil moldavské a turecké posily (prosinec 1550). Na královnu se však ruku vztáhnout neodvážil. Když se pak vydal na rokování s Ferdinandem, Isabela svolala spěšně sněm, kde prohlásila biskupa za zrádce a snažila se uskutečnit synovu korunovaci. Souhlas s korunovací od Sulejmana získala již předtím. Utiešenović se však vrátil s vojskem včas, aby královniny plány zkřížil. Sněm se rozešel a Isabela byla přinucena s Ferdinandem podepsat Weißenburskou smlouvu a vydat Svatoštěpánskou korunu (19. července 1551).

### Vyhnání (1551–1556)
Podle ustanovení dohody uzavřené s Ferdinandem se Isabela zřekla práv k uherské koruně ve jméně svém i svého syna. Jan Zikmund měl jako kompenzaci dostat knížectví Opolské včetně hodnosti říšského knížete s ročním důchodem 25 000 florenů; v případě, že by důchody z knížectví byly nižší, měl Ferdinand poukázat vyrovnávající důchody do dané kvóty. Isabela výměnou za majetky zanechané v Uhrách měla dostat knížectví Ziębickie a Ząbkowice s titulem a 100 tisíc florenů důchodu. Do doby předání majetků na Vánoce roku 1551 měla exkrálovna pobývat v Košicích a obdržet tam patřičné důchody.
Další roky však Isabela ve Slezsku a v Polsku netrávila. Příčinou tohoto stavu bylo nedodržení dohodnutých podmínek ze strany Ferdinanda. Opolské knížectví se ukázalo být zruinovaným po předchozím panování Hohenzollernů, jimž je předtím Ferdinand na dvacet let předal oproti půjčce. Navíc tam nebyla žádná rezidence, jež by mohla přijmout Jagellovnu a její dvůr. Podobně tomu bylo i Ziębicích a Ząbkowicích. Habsburk neměl ani peníze, aby mohl vyplatit dohodnuté odškodnění v penězích. Isabela trávila další roky v Polsku, kde pro její potřebu přikázal její bratr Zikmund II. August, od roku 1548 nový polský král, důchody několika panství; od matky navíc dostala bohaté panství samborské. V té době byla za polského prostřednictví vedena zdlouhavá a neplodná jednání mezi Isabelou a Ferdinandem. Habsburk vyhrožoval požadavkem vrácení vyplacených sum, Isabela se zase tvářila, že se chystá zpět do Sedmihradska. Habsburská vláda v Sedmihradsku byla v té době velmi křehká. Obojetného Utiešenoviće rozkázal Ferdinand rychle odsunout (16. prosince 1551). Rakouskou pozici to ovšem nijak nenapravilo, proti Habsburkům se stavěla většina obyvatel země a především sultán Sulejman. Isabela již v polovině roku 1552 dostala nabídku vrátit se zpět. Chtěla však ještě předtím připravit podmínky a seznámit veřejné mínění s tím, že ne ona, ale Ferdinand nesplnil svou část úmluvy. Nebylo to nesnadné, když Habsburk jí nechtěl poukázat peníze v obavě, že by je užila proti němu v Sedmihradsku.
Situace v Uhersku nebyla stabilní. Jiří Martinuzzi byl zavražděn v prosinci 1551, zatímco Osmané obsadili Čanád a neúspěšně obléhali Eger. Isabela obdržela pozvání jak od sultána Sulejmana, který vyslal vyslance do Polska, tak od místních šlechticů, aby se vrátila do Uherska, ale váhala. Její bratr, král Zikmund II. August, obávající se spojenectví Habsburků a Ruska v rámci série moskevsko-litevských válek, se oženil s Kateřinou Habsburskou, dcerou Ferdinanda. Isabela a její matka Bona Sforzová požadovaly, aby Ferdinand splnil své závazky podle Weißenburské smlouvy, avšak ten neměl dostatek finančních prostředků, aby vyhověl, a žádal ústupky. Isabela se proto rozhodla, že když Ferdinand nesplnil svou část dohody, ani ona není smlouvou vázána, a rozhodla se vrátit do Uherska.

### Získání Sedmihradska (1556–1559)
Dne 29. února roku 1556 Isabela přibyla do Lvova, oficiálně proto, aby dohlédla na své statky, ve skutečnosti proto, aby byla blíže k Uhrám. Zde se dověděla o závěrech sedmihradského sněmu, který byl svolán 2. února v Turdě a rozhodl povolat Jagellovnu i se synem zpět do Sedmihradska, aby jim předal vládu nad zemí. Dne 12. března sněm svolaný do Szászsebes schválil vypovězení poslušnosti Ferdinandovi a vybral dávného přívržence královny Petra Petrovicse za náměstka mladého krále. Vypukly boje mezi přívrženci Habsburků a Zápolských. Posledně jmenovaní podporovaní moldavskými a valašskými jednotkami rychle ovládli celý kraj. Vzhledem k těmto skutečnostem se Ferdinand rozhodl zříci se Sedmihradska, neboť nechtěl válku s Turky, kteří podporovali návrat královny. Isabela opustila Lvov 23. září a o měsíc později přibyla do Kolozsváru. V zemi ji vítal budoucí kníže země i budoucí polský král Štěpán Báthory.
Sněm zasedající v Kolozsváru předal Isabele plnou regentskou vládu na pět let. Bylo to prodloužení dosti netypické, neboť Jan Zikmund, skutečný vládce a dědic koruny, měl již 16 let, tedy věk, kdy již mohl být uznán plnoletým. Sněm přiznal královně i některé majetky zkonfiskované přívržencům Habsburků. Vláda Isabely, jakkoli silnější než před vyhnáním, nezahrnovala již tak rozlehlé teritorium – území nad Tisou zabrali po roce 1551 Turci. V rukou Jagellovny zůstalo pouze Sedmihradsko, o východní Slovensko a část Uher přišla ve válce s Ferdinandem. Podařilo se jí získat Tokaj (konec roku 1556), Chust (leden 1557), Velký Varadin (květen 1557). Habsburkové ve svých rukou podrželi Košice.

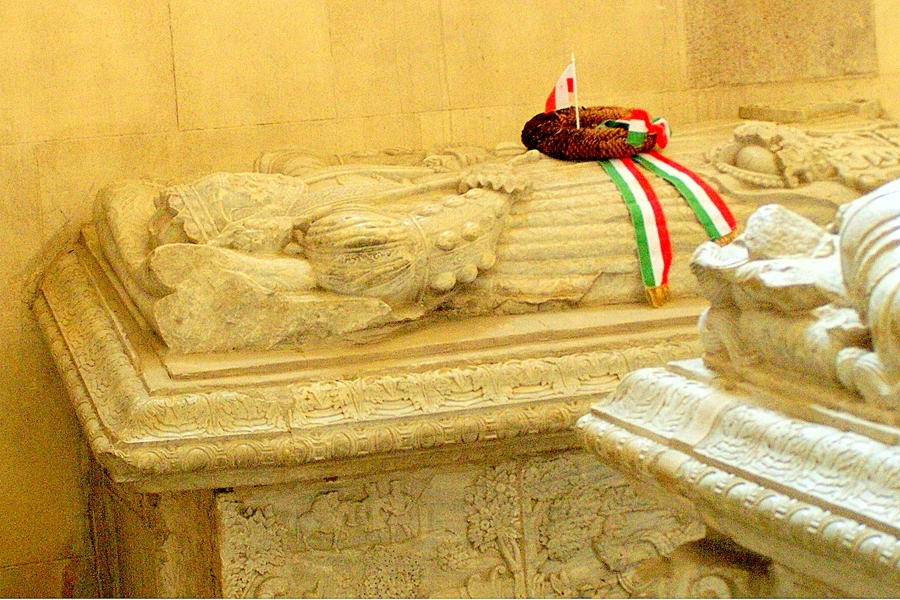
Náhrobek Isabely Jagellonské v katedrále sv. Michala v Alba Iulia (Rumunsko)

### Poslední léta a smrt
Isabelinu vládu charakterizovala náboženská tolerance, kterou si vynutila složitá situace stran vyznání sedmihradských obyvatel. Hlavním problémem královniným byla povstání sedmihradských Němců, kteří stranili Habsburkům. Také někteří magnáti kuli pikle proti královně. Řada z nich byla zavražděna v pozdním létě roku 1558. Královna byla obviněna z této politické vraždy, třebaže není pravděpodobné, že by vydala rozkaz k odstranění opozice.
V té době se vedla válka s Habsburky o území na horní Tise. Na podzim roku 1558 bylo spojené turecko-sedmihradské vojsko poraženo Habsbrky na řece Sajó. Po této porážce ztratila Isabela naději na získání území na Slovensku a vzhledem ke svému horšícímu se zdravotnímu stavu přijala mírové jednání s Ferdinandem, v té době již s císařem římským.
Mír však uzavřen nebyl, neboť Isabela zemřela 15. září roku 1559 w Gyulafehérváru (dnešní Alba Iulia v Rumunsku). Vládu po ní převzal Jan Zikmund, který se krátce nato zřekl uherského královského titulu a přijal titul prvního sedmihradského knížete.

## Vývod z předků
|                     |                         |  |                     |                              |  |  |  |  |  |  |  | Algirdas |
|                     |                         |  |                     |                              |  |  |  |  |  |  |  |          |
|                     | Vladislav II. Jagello   |  |                     |                              |  |  |  |  |  |  |  |          |
|                     |                         |  |                     |                              |  |  |  |  |  |  |  |          |
|                     |                         |  |                     | Uljana Tverská               |  |  |  |  |  |  |  |          |
|                     |                         |  |                     |                              |  |  |  |  |  |  |  |          |
|                     | Kazimír IV. Jagellonský |  |                     |                              |  |  |  |  |  |  |  |          |
|                     |                         |  |                     |                              |  |  |  |  |  |  |  |          |
|                     |                         |  |                     | Andrew Olshansky             |  |  |  |  |  |  |  |          |
|                     |                         |  |                     |                              |  |  |  |  |  |  |  |          |
|                     | Žofie Litevská          |  |                     |                              |  |  |  |  |  |  |  |          |
|                     |                         |  |                     |                              |  |  |  |  |  |  |  |          |
|                     |                         |  |                     | Alexandra Dmitrijevna Drucká |  |  |  |  |  |  |  |          |
|                     |                         |  |                     |                              |  |  |  |  |  |  |  |          |
|                     | Zikmund I. Starý        |  |                     |                              |  |  |  |  |  |  |  |          |
|                     |                         |  |                     |                              |  |  |  |  |  |  |  |          |
|                     |                         |  |                     | Albrecht IV. Rakouský        |  |  |  |  |  |  |  |          |
|                     |                         |  |                     |                              |  |  |  |  |  |  |  |          |
|                     | Albrecht II. Habsburský |  |                     |                              |  |  |  |  |  |  |  |          |
|                     |                         |  |                     |                              |  |  |  |  |  |  |  |          |
|                     |                         |  |                     | Johana Žofie Bavorská        |  |  |  |  |  |  |  |          |
|                     |                         |  |                     |                              |  |  |  |  |  |  |  |          |
|                     | Alžběta Habsburská      |  |                     |                              |  |  |  |  |  |  |  |          |
|                     |                         |  |                     |                              |  |  |  |  |  |  |  |          |
|                     |                         |  |                     | Zikmund Lucemburský          |  |  |  |  |  |  |  |          |
|                     |                         |  |                     |                              |  |  |  |  |  |  |  |          |
|                     | Alžběta Lucemburská     |  |                     |                              |  |  |  |  |  |  |  |          |
|                     |                         |  |                     |                              |  |  |  |  |  |  |  |          |
|                     |                         |  |                     | Barbora Celjská              |  |  |  |  |  |  |  |          |
|                     |                         |  |                     |                              |  |  |  |  |  |  |  |          |
| Isabela Jagellonská |                         |  |                     |                              |  |  |  |  |  |  |  |          |
|                     |                         |  |                     |                              |  |  |  |  |  |  |  |          |
|                     |                         |  | Francesco I. Sforza |                              |  |  |  |  |  |  |  |          |
|                     |                         |  |                     |                              |  |  |  |  |  |  |  |          |
|                     | Galeazzo Maria Sforza   |  |                     |                              |  |  |  |  |  |  |  |          |
|                     |                         |  |                     |                              |  |  |  |  |  |  |  |          |
|                     |                         |  |                     | Blanka Marie Viscontiová     |  |  |  |  |  |  |  |          |
|                     |                         |  |                     |                              |  |  |  |  |  |  |  |          |
|                     | Gian Galeazzo Sforza    |  |                     |                              |  |  |  |  |  |  |  |          |
|                     |                         |  |                     |                              |  |  |  |  |  |  |  |          |
|                     |                         |  |                     | Ludvík Savojský              |  |  |  |  |  |  |  |          |
|                     |                         |  |                     |                              |  |  |  |  |  |  |  |          |
|                     | Bona Savojská           |  |                     |                              |  |  |  |  |  |  |  |          |
|                     |                         |  |                     |                              |  |  |  |  |  |  |  |          |
|                     |                         |  |                     | Anna Kyperská                |  |  |  |  |  |  |  |          |
|                     |                         |  |                     |                              |  |  |  |  |  |  |  |          |
|                     | Bona Sforza             |  |                     |                              |  |  |  |  |  |  |  |          |
|                     |                         |  |                     |                              |  |  |  |  |  |  |  |          |
|                     |                         |  |                     | Ferdinand I. Neapolský       |  |  |  |  |  |  |  |          |
|                     |                         |  |                     |                              |  |  |  |  |  |  |  |          |
|                     | Alfons II. Neapolský    |  |                     |                              |  |  |  |  |  |  |  |          |
|                     |                         |  |                     |                              |  |  |  |  |  |  |  |          |
|                     |                         |  |                     | Isabella z Chiaromonte       |  |  |  |  |  |  |  |          |
|                     |                         |  |                     |                              |  |  |  |  |  |  |  |          |
|                     | Isabela Aragonská       |  |                     |                              |  |  |  |  |  |  |  |          |
|                     |                         |  |                     |                              |  |  |  |  |  |  |  |          |
|                     |                         |  |                     | Francesco I. Sforza          |  |  |  |  |  |  |  |          |
|                     |                         |  |                     |                              |  |  |  |  |  |  |  |          |
|                     | Ippolita Maria Sforzová |  |                     |                              |  |  |  |  |  |  |  |          |
|                     |                         |  |                     |                              |  |  |  |  |  |  |  |          |
|                     |                         |  |                     | Blanka Marie Viscontiová     |  |  |  |  |  |  |  |          |
|                     |                         |  |                     |                              |  |  |  |  |  |  |  |          |